# Ute Paffendorf
Ute Paffendorf (* in Köln) ist eine deutsche Kostümbildnerin. Zu ihren Arbeiten gehören die Filme  Haus der Träume, Jim Knopf und Lukas der Lokomotivführer und Hotel Lux.

## Werdegang
Ute Paffendorf wurde in Köln geboren und wuchs als jüngstes von vier Kindern einer Sozialarbeiterin und eines Oberverwaltungsrates in Köln auf. Sie hat eine Tochter, Gena Paffendorf, und heiratete im Jahr 2020 den deutschen Theater- und Filmschauspieler Tilo Prückner.
Im Jahr 1982 begann sie ihr Studium im Bereich Kostümbild  an der FH Köln für Kunst und Design und schloss dieses 1986 ab. Schon während des Studiums sammelte sie praktische Erfahrungen auf Theater- und Performancefestivals wie auch im Ausland und im deutschen Fernsehen. 1987 erhielt sie ein sechsmonatiges Stipendium in Paris, welches ihr ermöglichte, neue Eindrücke zu gewinnen und ihre Kenntnisse im Bereich des Kostümbildes weiterzuentwickeln. 
Paffendorf wirkte zunächst als Assistentin und Kostümmalerin am Kölner Schauspielhaus und den Wuppertaler Bühnen, sie konnte ihre ersten eigenen Kostümbilder am Stadttheater Luxemburg und Stadttheater Düsseldorf realisieren. Seit Anfang der 90er Jahre arbeitet sie beim Film. Ihre Kostüme können unter anderen in Filmen wie Haus der Träume, Hotel Lux, Emmas Glück, Tannöd, Jim Knopf und Texas gesehen werden. 
Von 2001 bis 2003 war Ute Paffendorf Mitbegründerin und Leiterin des Weiterbildungsprogrammes Kostümbild der Internationalen Filmschule Köln. Als Gastdozentin unterrichtete sie an der Filmuniversität Babelsberg und der Internationalen Filmschule Köln.

## Filmografie
- 1992: Die Lok
- 1993: Ebbies Bluff
- 1993: Texas – Doc Snyder hält die Welt in Atem
- 1994: 00 Schneider – Jagd auf Nihil Baxter
- 1995: Kommissar Klefisch – Vorbei ist vorbei
- 1996: Praxis Dr. Hasenbein
- 1997: Mein zweites Leben
- 1997: Das Frankfurter Kreuz
- 1999: Anna Wunder
- 2000: Swetlana
- 2001: Die Frau, die an Dr. Fabian zweifelte
- 2001: Fickende Fische
- 2002: Der Elefant
- 2003: Jazzclub – Der frühe Vogel fängt den Wurm
- 2003: Drechslers zweite Chance
- 2004: Allein
- 2004: Tatort – Erfroren
- 2005: Emmas Glück
- 2005: Haniel – Geschichte eines Familienunternehmens (250 Jahre Haniel)
- 2006: Vivere
- 2006: Beautiful Bitch
- 2007: Mein Freund aus Faro
- 2007: Die Entdeckung der Currywurst
- 2007: Lutter – Blutsbande
- 2008: Lutter – Toter Bruder
- 2008: Ob Ihr wollt oder nicht
- 2008: Tannöd
- 2009: Lutter – Mordshunger
- 2009: Die Relativitätstheorie der Liebe
- 2009: Lutter – Rote Erde
- 2010: Die Frau des Polizisten
- 2010: Hotel Lux
- 2011: Zwei Leben
- 2011: Heiter bis wolkig
- 2011: Holger sacht nix
- 2012: 00 Schneider – Im Wendekreis der Eidechse
- 2012: Oben ist es still
- 2012: Hai-Alarm am Müggelsee
- 2013: Miss Sixty
- 2013: Polizeiruf 110 – Kinderparadies
- 2014: Das Wetter in geschlossenen Räumen
- 2015: Kundschafter des Friedens
- 2015: Gleißendes Glück
- 2015: Rewind – Die zweite Chance
- 2015: Sex & Crime
- 2016: Jim Knopf und Lukas der Lokomotivführer
- 2016: Die Unsichtbaren – Wir wollen leben
- 2017: Brecht
- 2018: Die Drei !!!
- 2018: West of Liberty
- 2019: Nahschuss
- 2019: Pan Tau
- 2020: Sterben ist auch keine Lösung
- 2021: Das Haus der Träume
- 2022: Davos (AT)

## Auszeichnungen
- 2012: Nominierung Deutscher Filmpreis in der Kategorie bestes Kostüm für Hotel Lux
- 2021: Mitnominiert Deutscher Filmpreis in der Kategorie bestes Kostüm für Jim Knopf und die Wilde dreizehn